# 大豆蚜
大豆蚜（学名：Aphis glycines）为常蚜科蚜屬下的一个种。